# Victoria Románovna
Victoria Románovna Románova (Rebecca Virginia Bettarini; Roma, Italia; 18 de mayo de 1982) es una empresaria y filántropa italiana. Es miembro de la Dinastía Románov por su matrimonio morganático con Jorge Mijáilovich, heredero de los derechos dinásticos al Trono de Rusia.

## Biografía
La princesa Victoria nació como Rebecca Virginia Bettarini en Roma el 18 de mayo de 1982 de Carla Virginia Cacciatore y Roberto Amedeo Simeone Bettarini. Su padre, un diplomático italiano que se desempeñó como embajador en Luxemburgo y Bélgica, fue nombrado caballero de la Orden Imperial de Santa Ana y la Gran Duquesa María Vladimirovna de Rusia le otorgó la nobleza hereditaria por su apoyo en la construcción de la Iglesia Ortodoxa Rusa de Santa Catalina en Roma. Su madre era filántropa y fundadora de organizaciones benéficas.
La princesa Victoria pasó los primeros años de su infancia en París y Venecia antes de mudarse a Bagdad en 1988. Ella y su madre regresaron a Roma en agosto de 1991 cuando el ejército iraquí invadió Kuwait. Su padre, que se desempeñaba como encargado de negocios italiano, permaneció en Bagdad hasta enero de 1992 para ayudar a evacuar a los ciudadanos italianos y cerrar la embajada italiana.  De 1991 a 1993 asistió a la escuela en Roma. En junio de 1993, su padre fue nombrado Cónsul General de Italia en Venezuela. La familia se mudó a Caracas, donde la princesa Victoria asistió al Colegio Agustín Codazzi. En 1996 la familia se mudó a Bruselas, donde asistió a una de las Escuelas Europeas y se graduó en 2000.

## Vida personal

### Matrimonio y descendencia
En 2017, Victoria comenzó una relación con su amigo de la infancia, el gran duque Jorge Mijáilovich de Rusia, hijo del príncipe Francisco Guillermo de Prusia y la gran duquesa María Vladimirovna de Rusia. El 14 de septiembre de 2020, de acuerdo con la tradición de los Romanov, el Gran Duque Jorge envió una solicitud formal a su madre para que le permitiera casarse con Victoria. La Gran Duquesa María otorgó permiso para el matrimonio el 27 de septiembre de 2020. El 24 de enero de 2021 se llevó a cabo un servicio de esponsales en la Catedral de la Santísima Trinidad en el Monasterio Ipatievsky.
La pareja se casó en una ceremonia civil en Moscú el 24 de septiembre de 2021 después de recibir la bendición del patriarca Cirilo de Moscú. Tras su matrimonio, que se consideró morganático, recibió el título y el estilo de Su Alteza Serenísima la Princesa Victoria Románovna de manos de su suegra.
El 30 de septiembre de 2021 se celebró una recepción en el Palacio Vladmir. El 1 de octubre de 2021, la pareja se casó en una ceremonia religiosa presidida por el metropolitano Barsanophius de San Petersburgo y Ladoga en la Catedral de San Isaac. Los invitados a la boda incluyeron a Helene Louise Kirby, condesa Dvínskaya; el zar Simeón II de Bulgaria y la zarina Margarita de Bulgaria; Boris, príncipe de Tírnovo y Miriam, princesa viuda de Tírnovo (hoy princesa de Jordania) ; el rey Fuad II de Egipto; Muhammad Ali, príncipe de Sa'id y Noal, princesa de Sa'id, entre otros.
Después de la ceremonia religiosa, la princesa Victoria y el gran duque Jorge asistieron a una recepción en la isla Vasilievsky y a una gala en el Museo Ruso. Al día siguiente, el 2 de octubre de 2021, organizaron un brunch en el Palacio de Constantino. La boda fue la primera boda real que tuvo lugar en Rusia en más de un siglo, desde la Revolución Rusa.
El 22 de mayo de 2022, la Casa Imperial de Rusia anunció que la princesa Victoria esperaba su primer hijo para el otoño. Posteriormente, el 21 de julio, la Casa Imperial Rusa anunció que la pareja esperaba un niño.
El gran duque y la princesa Victoria tuvieron un hijo, nacido en Moscú el 21 de octubre de 2022, que se llama Alejandro Gueórguievich Románov. La gran duquesa María Vladimirovna, jefa de la Casa Imperial de Rusia, anunció que su primer nieto sería conocido como "Su Alteza Serenísima el príncipe Alejandro Gueórguievich Románov".
El 2 de junio de 2025 en Moscú, el matrimonio tuvo a su segundo hijo, una niña, llamada S.A.S. la princesa Kira Leónida Gueórguievna Románova.
El 13 de julio de 2025 fue bautizada la princesa Kira en la Catedral del Cristo Salvador de Moscú. Tuvo como padrinos al príncipe Manuel Filiberto de Saboya, al archiduque Maximiliano de Austria, al príncipe Boris de Bulgaria, a Elena Kozhina (esposa del embajador ruso en las Seychelles), a Oksana Hoffman Girey (del consulado ruso en Mónaco) y al príncipe David Bagration de Mujrani.

### Religión
En 2019, la princesa Victoria comenzó a estudiar la fe ortodoxa rusa bajo la guía del arzobispo Cirilon Francisco y América occidental. El 12 de julio de 2020, se convirtió del catolicismo a la ortodoxia en una ceremonia en la Catedral de San Pedro y San Pablo, San Petersburgo, oficiada por el metropolitano Barsanuphius de San Petersburgo y Ladoga y el arcipreste Alexander Tkachenko. Tomó el nombre de Victoria, en honor a Santa Victoria y la emperatriz Alexandra Feodorovna.
En 2020, la princesa Victoria fue nombrada Dama de la Orden Imperial de Santa Anastasia, la Santa Gran Mártir Aliviadora de los Cautivos por la gran duquesa María por sus esfuerzos humanitarios y obras de caridad. También fue nombrada Dama de la Sagrada Orden Militar Constantiniana de San Jorge por el príncipe Carlos de Borbón-Dos Sicilias, duque de Castro. 

## Títulos y tratamientos
| ● 18 de mayo de 1982-12 de julio de 2020:       | Señorita Rebecca Bettarini                                   |
| ● 12 de julio de 2020-24 de septiembre de 2021: | Señorita Victoria Románovna Bettarini                        |
| ● 24 de septiembre de 2021-presente:            | Su Alteza Serenísima la princesa Victoria Románovna Románova |

## Distinciones honoríficas
Rusas
- Dama Clase Especial de la Orden Imperial de Santa Anastasia (20/08/2021).
- Dama de Primera Clase de la Orden de Santa Catalina (26/07/2025).[14]

Extranjeras
- Casa de Borbón-Dos Sicilias. Dama de Oficio de la Sagrada Orden Militar Constantiniana de San Jorge.
- Dama de la Orden pro Merito Melitensi.